# Kunsthalle de Viena
La Kunsthalle de Viena (en alemán: Kunsthalle Wien; lit. Sala de Arte de Viena) es una Kunsthalle y centro de exposiciones principal de arte contemporáneo de la ciudad de Viena, Austria.
Se especializa en la exposición de distintas formas de arte contemporáneo de todo el mundo y en el desarrollo de nuevos formatos de exhibición y comunicación de este tipo de arte. La Kunsthalle no tiene su propia colección, pues su fuerte es la disposición de colecciones existentes y su exhibición en espacios y contextos novedosos, tanto individuales como temáticos, «transmitiendo al público desde una perspectiva distinta el reflejo del arte y la cultura».
La Kunsthalle de Viena tiene presencia en dos ubicaciones céntricas de la ciudad, una en el MuseumsQuartier («barrio de los museos») y la otra en la Karlsplatz.

## Actividades
La Kunsthalle de Viena organiza anualmente varias exposiciones colectivas temáticas, además de muestras individuales, festivales, conferencias y exposiciones de arte en distintos espacios públicos. También ha albergado algunas de las exhibiciones de moda más importantes del país.
Uno de los focos de la institución es el discurso. Se pone especial énfasis en nuevos formatos de un programa que incluye charlas, conferencias, talleres y recorridos especiales que acompañan las exposiciones, y que son coordinados por el Departamento de Dramaturgia. Dicho departamento es una novedad en una institución de arte contemporáneo, y tiene por objetivo interconectar los diferentes formatos de exhibición con los segmentos de la audiencia y el público objetivo.

## Ubicaciones

### Karlsplatz: Ubicación original

#### Origen polémico
Originalmente diseñado por Adolf Krischanitz como una edificación efímera en forma de un contenedor, la Kunsthalle fue inaugurada en 1992 en la Karlsplatz (lit. Plaza de Carlos), entre aireadas críticas y debates públicos debido a su forma de un «contenedor pintado de graffiti» –inicialmente simplemente pintado de azul y amarillo–, que dominaba el paisaje urbano en una ubicación céntrica y arbolada. Hasta durante la fase de construcción, el proyecto fue calificado por varios periódicos como «la gran polémica», «una guerra cultural» y hasta «un ataque verbal populista». La Kronen Zeitung, por ejemplo, afirmó que la nueva galería de arte haría «hervir el alma del pueblo».
Es verdad que hubo también iniciativas de apoyo y solidaridad con el arquitecto, tanto por parte de artistas como políticos, pero también críticas de importantes colegas como Roland Rainer. A raíz de este constante debate público, se convocó una sesión especial en el parlamento de Viena para abordar este asunto.

#### Actualidad
En 2001, aquella construcción original de la galería en Karlsplatz (hasta hoy denominada «el contenedor») –de carácter provisional–, con su paso peatonal, fue desmantelada. En su lugar se construyó un espacio de exhibición acristalado (llamado «el cubo de cristal») que hasta 2012 sirvió para proyectos especiales de la Kunsthalle. Ese año se convirtió en segunda ubicación para las exhibiciones y eventos del museo, manteniendo con ello la presencia de la galería en uno de los centros neurálgicos de Viena.

### MuseumsQuartier: Ubicación principal
Como otros museos de la ciudad, en mayo de 2001, la Kunsthalle de Viena se trasladó a su nueva sede principal en el MuseumsQuartier (inaugurado ese mismo año). Se trata de un edificio de nueva construcción en el antiguo Patio Oval (Ovaler Hof) –entre el Museo Leopold y el Mumok–, que abarca además el antiguo picadero de invierno de los llamados Establos Españoles (Spanischer Stall, más tarde convertido en el Palacio de Ferias – Messepalast). La estructura del edificio histórico se incorporó al edificio de ladrillo que alberga las dos salas de exhibiciones del museo, que conjuntamente cuentan con un espacio museístico de 1647 m².

#### Marca comercial
En abril de 2013, galería en el MuseumsQuartier presentó su entonces nueva marca visual. El concepto, desarrollado por el artista y diseñador gráfico Boy Vereecken, combinaba dos elementos asociados con la ciudad: la cuadrícula geométrica del logotipo de la Wiener Werkstätte y la figura del águila que forma parte del escudo de Viena. Sin embargo, bajo las nuevas directrices del museo, tituladas WHW (siglas en inglés de Qué, Cómo y Para quién), se ha prescindido de este logotipo, apostando por una forma sencilla y limpia de simbolismo.